# Marvel Two-in-One
Marvel Two-in-One (рус. Marvel Два в одном) — американская серия комиксов, публиковавшаяся издательством Marvel Comics, главным героем которой является член Фантастической четвёрки, Существо, который в каждом выпуске взаимодействует с различными персонажами вселенной Marvel.

## История публикаций
Marvel Two-in-One является продолжением двух последних выпусков Marvel Feature, где главным героем выступил Существо. Серия публиковалась с января 1974 года вплоть до июня 1983 года и состояла из 100 выпусков. Также были опубликованы 7 ежегодников. Художник Рон Уилсон начал свою долгую работу над серией начиная с #12 (Ноябрь 1975) и посвятил ей всё своё творчество. В #17 состоялся кроссовер с Marvel Team-Up #47, где был показан Человек-паук. Второй Marvel Two-in-One Annual представлял кроссовер с Avengers Annual #7, приём оба были проиллюстрированы Джимом Старлином. В сюжетной линии «Проект Пегас», охватывающая Marvel Two-in-One #53-58, Венделл Вон впервые использовал свой самый известный псевдоним «Квазар», а Вандарр стал Водолеем.
Многие известны сценаристы комиксов внесли свою вклад в развитие серии, в том числе Стив Гербер, Фрэнк Миллер, Джек Кирби (который нарисовал несколько обложек), Джон Бирн, Джон Бушема, Джордж Перес и Марв Вольфман.
Marvel Two-In-One закончилась после #100 и была заменена на сольную серию The Thing (рус. Существо).

## Выпуски
| Выпуск | Персонаж(и)                      | Выпуск | Персонаж(и)                                 |
| ------ | -------------------------------- | ------ | ------------------------------------------- |
| #1     | Леший                            | #51    | Зверь, Мисс Марвел, Ник Фьюри, Чудо-человек |
| #2     | Подводник                        | #52    | Лунный рыцарь                               |
| #3     | Сорвиголова                      | #53    | Квазар                                      |
| #4     | Капитан Америка                  | #54    | Детлок                                      |
| #5     | Стражи Галактики                 | #55    | Великан                                     |
| #6     | Доктор Стрэндж                   | #56    | Тандра                                      |
| #7     | Валькирия                        | #57    | Вандарр                                     |
| #8     | Призрачный гонщик                | #58    | Водолей                                     |
| #9     | Тор                              | #59    | Человек-факел                               |
| #10    | Чёрная вдова                     | #60    | Невозможный человек                         |
| #11    | Голем                            | #61    | Звёздный ястреб                             |
| #12    | Железный человек                 | #62    | Лунный дракон                               |
| #13    | Силач                            | #63    | Адам Уорлок                                 |
| #14    | Сын Сатаны                       | #64    | Скат                                        |
| #15    | Морбиус                          | #65    | Тритон                                      |
| #16    | Ка-Зар                           | #66    | Алая Ведьма                                 |
| #17    | Человек-паук                     | #67    | Гиперион                                    |
| #18    | Пугало                           | #68    | Ангел                                       |
| #19    | Тигра                            | #69    | Стражи Галактики                            |
| #20    | Живой Легион                     | #70    | Уличная банда Янси                          |
| #21    | Док Сэвидж                       | #71    | Мистер Фантастик                            |
| #22    | Тор                              | #72    | Нелюди                                      |
| #23    | Тор                              | #73    | Квазар                                      |
| #24    | Чёрный Голиаф                    | #74    | Кукловод                                    |
| #25    | Железный кулак                   | #75    | Мстители                                    |
| #26    | Ник Фьюри                        | #76    | Человек-лёд                                 |
| #27    | Детлок                           | #77    | Леший                                       |
| #28    | Подводник                        | #78    | Чудо-человек                                |
| #29    | Шан-Чи                           | #79    | Голубой бриллиант                           |
| #30    | Женщина-паук                     | #80    | Призрачный гонщик                           |
| #31    | Алисия Мастерс                   | #81    | Подводник                                   |
| #32    | Невидимая леди                   | #82    | Капитан Америка                             |
| #33    | Модред Мистик                    | #83    | Йети                                        |
| #34    | Ночной сокол                     | #84    | Отряд Альфа                                 |
| #35    | Череп Убийца                     | #85    | Женщина-паук                                |
| #36    | Мистер Фантастик                 | #86    | Песочный человек                            |
| #37    | Мэтт Мёрдок                      | #87    | Человек-муравей                             |
| #38    | Сорвиголова                      | #88    | Женщина-Халк                                |
| #39    | Вижен                            | #89    | Человек-факел                               |
| #40    | Чёрная пантера                   | #90    | Человек-паук                                |
| #41    | Брат Вуду                        | #91    | Сфинкс                                      |
| #42    | Капитан Америка                  | #92    | Джокаста                                    |
| #43    | Леший                            | #93    | Человек-машина                              |
| #44    | Геркулес                         | #94    | Силач и Железный кулак                      |
| #45    | Капитан Марвел                   | #95    | Живая мумия                                 |
| #46    | Халк                             | #96    | Супергерои Marvel                           |
| #47    | Уличная банда Янси               | #97    | Железный человек                            |
| #48    | Червонный валет                  | #98    | Франклин Ричардс                            |
| #49    | Доктор Стрэндж                   | #99    | Ром                                         |
| #50    | Существо (альтернативная версия) | #100   | Бен Гримм (альтернативная вселенная)        |

### Ежегодники
| Выпуск | Персонаж(и)                                                                  |
| ------ | ---------------------------------------------------------------------------- |
| #1     | Живой легион                                                                 |
| #2     | Человек-паук, Мстители против Таноса                                         |
| #3     | Нова против Мониторов                                                        |
| #4     | Чёрный Гром против Гравитона                                                 |
| #5     | Халк против Стрэнджера                                                       |
| #6     | Американский орёл против Кло                                                 |
| #7     | Халк, Подводник, Чудо-человек, Йети, Тор, Колосс, Док Самсон против Чемпиона |

## Коллекционные издания
- Essential Marvel|Essential Marvel Two-in-One
  - Volume 1 включает выпуски #1-20, 22-25 и Annual #1, 576 страниц, Ноябрь 2005, ISBN 978-0785117292
  - Volume 2 включает выпуски #26-52 и Annual #2-3, 568 страниц, Июнь 2007, ISBN 978-0785126980
  - Volume 3 включает выпуски #53-77 и Annual #4-5, 592 страницы, Июль 2009, ISBN 978-0785130697
  - Volume 4 включает выпуски #78-98 & 100, Annual #6-7, 608 страниц, Январь 2012, ISBN 978-0785162841
- Marvel’s Greatest Super Battles мягкая обложка содержит Marvel Two-in-One Annual #7, Август 1994, ISBN 978-0785100317
- The Thing: The Project Pegasus Saga включает Marvel Two-in-One #53-58 и 60, 160 страниц, Декабрь 1988, ISBN 978-0871353504
- Thing: Project Pegasus включает Marvel Two-in-One #42-43 и 53-58, 160 страниц, Февараль 2010, ISBN 978-0785138112
- Thing: The Serpent Crown Affair включает Marvel Two-in-One #64-67 и Marvel Team-Up Annual #5, 120 страниц, Май 2012, ISBN 978-0785157618
- Thunderbolts: Marvel’s Most Wanted включает Marvel Two-in-One #54 и 56, 176 страниц, Март 1998, ISBN 978-0785106555

Essential Marvel Two-In-One Volume 1 не содержит выпуск #21 в коллекции, поскольку права на персонажа Дока Сэвиджа, который был приглашённой звездой в этом комиксе, уже не принадлежали Marvel. Аналогично Essential Marvel Two-In-One Volume 4 не включает выпуск #99, в котором присутствовал Ром, по той же причине.